# Bôa
Bôa é uma banda britânica de rock alternativo, formada em Londres, em 1993. Atualmente, a banda é formada por Jasmine Rodgers, como guitarrista e vocalista; Alex Caird, como baixista e Lee Sullivan como baterista. Eles lançaram três álbuns, um EP e seis singles. Obtiveram relativo sucesso após ter uma de suas músicas, Duvet, como abertura do anime psicodélico Serial Experiments Lain, tornando-se mundialmente conhecidos pelas comunidades fãs de animes.
Seu primeiro álbum foi lançado no Japão em 1998, intitulado The Race of a Thousand Camels. Mais tarde, em 2001, este álbum foi relançado com o nome de Twilight, que possui faixas extras que não havia naquele lançado no oriente. Twilight Foi seguido por Get There, lançado em 2005.
Após Duvet viralizar na rede social TikTok e acumular mais de 700 milhões de visualizações, a banda resolveu se reunir novamente em 2022. Vivendo seu auge de fama após 30 anos, Bôa lançou o álbum Whiplash em 2024.
Normalmente esta banda é confundida com a cantora coreana BoA Kwon.

## Integrantes

### Atuais
- Jasmine Rodgers – vocais, violão, percussão (1993-presente)
- Alex Caird – baixo (1993-presente)
- Lee Sullivan – bateria, percussão, teclado (1994-presente)

### Antigos
- Paul Turrell – teclado, arranjos, percussão, guitarra (1993-2001)
- Steve Rodgers – guitarra, vocais (1993-2005)
- Ed Herten - bateria, percussão (1993-1994)
- Ben Henderson – guitarra, saxofone, percussão (1993-2000)

Jasmine e Steve são filhos de Paul Rodgers.

## Discografia

### Álbuns de Estúdio
- 1998: The Race of a Thousand Camels
- 2000: Twilight
- 2005: Get There
- 2024: Whiplash

### EPs
- 1997: Duvet
- 1999: Tall Snake EP

### Singles
- 1998: Duvet
- 2024: Walk with Me
- 2024: Beautiful & Broken
- 2024: Worry
- 2024: Whiplash
- 2024: Vienna

### Trilhas Sonoras e Compilações
- 1998: Serial Experiments of Lain OST 'Duvet'
- 2000: Duvet on 20th Anniversary Of Polystar Collection Vol.1 Female Vocal Love Songs
- 2003: Serial Experiment Lain Soundtrack: Cyberia Mix 'Duvet remix'

## Filmografia
- 2005: The Strat Pack: Live in Concert